# Dødsbokseren
Dødsbokseren er en dansk stumfilm fra 1926, der er instrueret af Lau Lauritzen Sr. efter manuskript af A.V. Olsen. Filmen blev genudgivet i en tonefilmsversion i 1969 med bearbejdning af John Hilbard og indtaling af Ove Sprogø og Jørgen Kiil.

## Handling
Fyrtaarnet og Bivognen pilker torsk på en isflage og driver til havs. De tages ombord på en damper og kommer til Spanien og Frankrig, hvor de redder en ung pige fra hvid slavehandel. I Le Havre optræder Bivognen som "dødsbokser", men må have Fytaarnets hjælp til at klare en virkelig farlig modstander.

## Medvirkende
- Carl Schenstrøm - Fyrtaarnet
- Harald Madsen - Bivognen
- Lili Lani - Ung pige
- Lauritz Olsen - Knejpevært
- Jørgen Lund - Kaptajn
- Christian Schrøder - Kok
- Johannes Andresen - Styrmand
- Chic Nelson - Bokser